# Czaszcza (stacja kolejowa)
Czaszcza (ros. Чаща) – stacja kolejowa w miejscowości Czaszcza, w rejonie gatczyńskim, w obwodzie leningradzkim, w Rosji. Położona jest na linii Petersburg – Newel – Witebsk.

## Historia
Stacja w powstała w 1904, na linii łączącej Petersburg z koleją moskiewsko-windawską, pomiędzy stacjami Nowinka i Czołowo.